# Cleomenes apicalis
Cleomenes apicalis är en skalbaggsart som beskrevs av Holzschuh 1977. Cleomenes apicalis ingår i släktet Cleomenes och familjen långhorningar. Inga underarter finns listade i Catalogue of Life.